# Cecilia Romero Castillo
María Guadalupe Cecilia Romero Castillo (Ciudad de México, 3 de octubre de 1952) es una política mexicana. Es miembro del Partido Acción Nacional. Se ha desempeñado como diputada federal en cuatro ocasiones.

## Trayectoria
Cecilia Romero, miembro del PAN desde 1982, ha sido elegida en dos ocasiones diputada federal, a la LIII Legislatura en 1985 y a la LVI Legislatura en 1994 y en 2000 fue elegida Senadora plurinominal por el Distrito Federal, en el Senado fue presidenta de la Comisión de Relaciones Exteriores para América Latina y el Caribe.
En las Elecciones de 2006 fue candidata a Jefa Delegacional de Coyoacán en las que no obtuvo el triunfo, posteriormente se incorporó al equipo de transición del presidente electo Felipe Calderón Hinojosa como responsable de las ceremonias de traspaso de poderes el 1 de diciembre de 2006.
El 7 de diciembre de 2006 el presidente Felipe Calderón la designó Comisionada del Instituto Nacional de Migración; y permaneció en el cargo hasta el 14 de septiembre de 2010 cuando renunció a consecuencia de la matanza de 72 migrantes por el narcotráfico en Tamaulipas.
El 14 de octubre de 2010, Cecilia Romero anunció que buscaría dirigir al PAN en la elección de diciembre de ese año, en la que contendría contra Blanca Judith Díaz Delgado, Francisco Ramírez Acuña y Gustavo Madero Muñoz, entre otros. Perdió contra Madero Muñoz, pero el nuevo líder nacional la designó como secretaria general del partido.
El 3 de marzo de 2014, Madero Muñoz pidió licencia para participar en la elección del Presidente Nacional de su partido, en la que buscaría reelegirse. El Comité Ejecutivo Nacional eligió a Cecilia Romero Castillo como presidente nacional, convirtiéndose en la primera mujer en ocupar el cargo desde su fundación en 1939, cargo que concluyó el 19 de mayo de 2014 al regresar Madero Muñoz como líder nacional tras ganar la contienda electoral interna.
Fue nombrada el 3 de marzo de 2018 como coordinadora de voluntariado en la campaña de Ricardo Anaya Cortés, candidato a la Presidencia de la República de la coalición «Por México al Frente».